# Sten Krävenberg
Sten Krävenberg (original Chisel McSue) är en av Joakim von Ankas antagonister i disneyserierna, och skapades av Carl Barks 1953.
Sten Krävenberg debuterade i Barks' "Farbror Joakim måste betala en gammal skuld" ("The Horseradish Story", Här gör Krävenberg anspråk på Joakims förmögenhet, efter att ha upptäckt en oförrätt mellan deras respektive förfäder på 1700-talet – kapten Havbard von Anka dog utan att ha återbetalat en skuld till Sten Knipeslug Krävenberg (Swindle McSue).
Varken Barks eller hans samtida kollegor återanvände Krävenberg, men sedan 1980 har han medverkat i ett knappt tiotal danska disneyserier, ofta som medlem av Ankeborgs Miljardärsklubb, och konkurrent till såväl Joakim som Guld-Ivar Flinthjärta. Den första av dessa serier var "Knut den Brutales stridsyxa" ("Canute The Brute's Battle Axe", med manus av Jørgen Fogedby, Lars Bergström och Tom Anderson och bild av Vicar.
Till skillnad från många andra Barks-skurkar så fick Krävenberg aldrig någon egentlig comeback i Don Rosas produktion – han gör dock ett mindre framträdande i en ruta i "Åter till Avskyvärld" ("Return to Plain Awful").